# London Dungeon (canción de Misfits)
«London Dungeon» es una canción de la banda estadounidense de horror punk Misfits. Lanzada en 1981 en el EP 3 Hits from Hell de Misfits, la canción fue escrita por el líder y vocalista Glenn Danzig mientras estaba en la cárcel en Brixton, Inglaterra, con el entonces guitarrista de Misfits, Bobby Steele. Después de haber viajado al Reino Unido para una gira desafortunada con el grupo británico de punk rock The Damned a finales de 1979, Danzig y Steele fueron arrestados por su participación en una pelea, lo que los inspiró a crear la canción. 

## Antecedentes
En junio de 1979, los Misfits compartieron cartel con los Damned durante una actuación en el club nocturno Hurray en la ciudad de Nueva York. Después del concierto, el bajista de Misfits, Jerry Only, habló brevemente con el vocalista David Vanian de The Damned, junto con la gerencia de The Damned, sobre la idea de que Misfits apoyen a The Damned durante la gira de seis fechas programada de este último por Inglaterra para ese otoño. El 21 de noviembre de 1979, los Misfits volaron al Reino Unido para la gira, pero los Damned, que habían programado un acto de apertura diferente para su gira, no esperaban la llegada de los Misfits. Sin embargo, la dirección de Damned contrató a los Misfits para la gira.
Pronto surgieron problemas para los Misfits: no recibieron ningún pago por actuar en la gira y sintieron que los instrumentos y equipos que se les proporcionaron eran deficientes. The Misfits abrieron por primera vez para The Damned el 23 de noviembre en De Montfort Hall en Leicester, Inglaterra. No mucho después, los Misfits cancelaron sus apariciones restantes en la gira Damned. El 2 de diciembre, Danzig y el entonces guitarrista de Misfits, Bobby Steele, fueron a ver a The Jam realizar un concierto en el Rainbow Theatre, donde se enfrentaron a un grupo de skinheads. Steele se fue para buscar ayuda de las autoridades y Danzig se armó con una botella de vidrio o un fragmento de vidrio roto de una de las ventanas del lugar. Tanto él como Steele fueron arrestados y pasaron dos noches en la cárcel de Brixton, Inglaterra.

Según Steele en 1993: 
"Me voltee hacia Glenn [en la celda] y le dije: Deberíamos hacer una canción sobre esto llamada "London Dungeon". Estábamos sentados en esta celda, eran perfectamente como diez pies cuadrados, ya sabes, paredes sólidas pintadas, había un verdadero eco en la habitación [...] y estábamos golpeando el ritmo en nuestras piernas y tarareando [...] Glenn tomó todo a partir de ahí". 
Steele y Danzig fueron puestos en libertad el 4 de diciembre. El 15 de diciembre, el entonces baterista de Misfits, Joey Image, voló solo de regreso a los Estados Unidos, abandonando efectivamente la banda. El 18 de diciembre, el resto de Misfits regresaron a Nueva Jersey.

## Grabación y lanzamiento
London Dungeon se grabó por primera vez en agosto de 1980 en Master Sound Productions en Franklin Square, Nueva York, y fue lanzado como la cara A del EP 3 Hits from Hell de Misfits en 1981.En su álbum de 1982 Walk Among Us, mientras la canción "Mommy Can I Go Out & Kill Tonight?" (que fue grabada el 17 de diciembre de 1981 en el Ritz de la ciudad de Nueva York) se desvanece, se puede escuchar la apertura de "London Dungeon", que fue reeditado más tarde en el álbum recopilatorio de 1986 Misfits (también conocido como Collection I), que luego se incluiría en el boxed set de 1996 The Misfits.

## Recepción de la crítica
En 2012, Aaron Lariviere de Stereogum clasificó a "London Dungeon" en el puesto número 4 en su lista de las mejores canciones de Misfits, elogiando "La trampa tartamuda, el bajo siniestro y esa guitarra pegajosa, casi metálica y gótica". A pesar de sus orígenes y la ejecución brusca de la mayoría de las canciones, los Misfits eran capaces de hacer canciones serias, como se demuestra aquí". En 2015, "London Dungeon" ocupó el puesto 71 según el personal de la revista británica Time Out en su lista de mejores canciones sobre Londres.

## Personal

### Misfits
- Glenn Danzig – voz principal
- Bobby Steele – guitarra, coros
- Jerry Only – bajista, coros
- Arthur Googy - batería

### Producción
- Dave Achelis – ingeniero
- Rich Flores – masterización